# Rally Ronde della Costa Smeralda
Il Rally Ronde della Costa Smeralda nasce nel 2008 sempre su idea della Greats Events Sardinia di Carmelo Mereu già organizzatore del Rally Costa Smeralda.
La prima edizione si corre nella prova delle saline di Palau, denominata L'Isuledda, e vede al via 85 equipaggi tra cui 3 WRC/A8 e una S2000. 
Vincitore della prima edizione Eugenio Mannarino su una Subaru Impreza WRC del team Aimont Racing che precede il compagno di team Peter Zanchi sempre su una Subaru WRC e terzo si classifica Maurizio Diomedi.
Nel 2009 la gara viene inserita nella nuovissima serie delicata proprio alle Ronde, l'International Ronde Series assieme ad altre 5 gare, serie che vede la vittoria di Gasparotto con una Ford Focus WRC 
La gara viene corsa il 4-5 dicembre nell'isola di La Maddalena e non vede al via nessuno dei protagonisti del campionato.
Solo 47 auto al via di cui 2 WRC (Colombi su Skoda e Pozzo su Subaru) e 2 S2000, quindi dopo i ritiri di Colombi e Pozzo diventa una questione tra piloti locali e alla fine la spunta il tempiese Ivan Pisciottu navigato dall'arzachenese Nicola Tali su una Peugeot 207 S2000 che precede l'avvocato di Calangianus Maurizio Diomedi su una Clio Maxo ex Ragnotti e il giovanissimo pilota di Osilo Andrea Pisano navigato da Arianna Molaro.

## Risultati

### Anno 2008
| Pos. | Pilota            | Co-pilota         | Auto               | Tempo   | Distacco |
| ---- | ----------------- | ----------------- | ------------------ | ------- | -------- |
| 1    | Eugenio Mannarino | Maurizio Bellelli | Subaru Impreza WRC | 15'16"9 | 0.0      |
| 2    | Peter Zanchi      | Dario D'Esposito  | Subaru Impreza WRC | 15'31"2 | 14"3     |
| 3    | Maurizio Diomedi  | Antonello Bosa    | Skoda Fabia WRC    | 15'49"7 | 32"8     |
| 4    | Auro Siddi        | Simone Pusceddu   | Citroën Saxo S1600 | 16'47"7 | 1'30"8   |
| 5    | Salvatore Biosa   | Ivan Chiodino     | Renault Clio S1600 | 16'50"1 | 1'33"2   |

### Anno 2009
| Pos. | Pilota            | Co-pilota        | Auto               | Tempo   | Distacco |
| ---- | ----------------- | ---------------- | ------------------ | ------- | -------- |
| 1    | Ivan Pisciottu    | Nicola Tali      | Peugeot 207 S2000  | 24'44"6 | 0.0      |
| 2    | Maurizio Diomedi  | Maurizio Turati  | Renault Clio Maxi  | 24'51"0 | 6"4      |
| 3    | Andrea Pisano     | Arianna Molaro   | Renault Clio R3C   | 24'52"3 | 7"7      |
| 4    | Davide Stancheris | Marco Di Lorenzo | Grande Punto S2000 | 25'20"5 | 35"9     |
| 5    | Auro Siddi        | Matteo Corda     | Citroen Saxo S1600 | 25'26"4 | 41"8     |